# Spark (Amy Macdonald)
"Spark" je pjesma škotske pjevačice Amy Macdonald s njezinog drugog studijskog albuma A Curious Thing objavljena 7. svibnja 2010. godine kao drugi singl s albuma. Pjesmu je napisala Macdonald, a producent je Pete Wilkinson.

## Popis pjesama
Digitalni download
1. "Spark" - 3:07
2. "Spark" (Acoustic version German Radio Tour) - 3:05

Britanski digitalni EP
1. "Spark" - 3:07
2. "Your Time Will Come" (Farewell Olympic Studios Version) - 3:48
3. "Spark" (Tom Middleton Mix) - 8:22
4. "Don't Tell Me That It's Over" (Acoustic Version - German Radio Tour) - 3:07

Njemački CD singl
1. "Spark" - 3:07
2. "Spark" (HR1 Acoustic Version) - 3:05
3. "Spark" (Tom Middleton Mix) - 8:22
4. "Don't Tell Me That It's Over" (HR1 Acoustic Version) - 3:07

## Top liste
| Top lista (2010.)   | Najviša pozicija |
| ------------------- | ---------------- |
| Austrija            | 74               |
| Belgija (Flandrija) | 44               |
| Belgija (Valonija)  | 45               |
| Hrvatska            | 4                |
| Njemačka            | 56               |
| Švicarska           | 62               |

| Tjedan   | 14 | 15 | 16 | 17 | 18 | 19 | 20 |
| -------- | -- | -- | -- | -- | -- | -- | -- |
| Pozicija | 35 | 19 | 10 | 4  | x  | 17 | 28 |

## Povijest objavljivanja
| Država                 | Datum            | Format                       |
| ---------------------- | ---------------- | ---------------------------- |
| Ujedinjeno Kraljevstvo | 7. svibnja 2010. | digitalni download           |
| Njemačka               | 25. lipnja 2010. | CD singl, digitalni download |